# Psilopogon
Psilopogon is een geslacht van vogels uit de familie Megalaimidae. De meeste soorten uit dit geslacht werden tot 2014 meestal gerekend tot het geslacht Megalaima, maar uit moleculair genetisch onderzoek bleek dat ze daarvoor te weinig verschilden van de enige soort in het geslacht Psilopogon. Dit is de familie van de zogenaamde Aziatische baardvogels uit de orde van spechtvogels. Dit geslacht herbergt met 32 soorten verreweg het grootste aantal Aziatische baardvogels.

## Verspreiding
Er zijn ook Afrikaanse en Amerikaanse baardvogels, maar die behoren tot andere families uit deze orde. Soorten uit dit geslacht komen voor van Tibet tot de Filipijnen en de  lijn van Wallace in Indonesië; het grootste aantal soorten wordt gevonden op Borneo, het schiereiland Malakka en Sumatra.
Hoewel het uitgesproken bosvogels zijn, blijven de aantallen ondanks ontbossingen redelijk stabiel. Er zijn 22 soorten die als niet bedreigd op de lijst van de IUCN staan. Vier soorten hiervan gaan echter in aantal achteruit. Daarnaast hebben vier soorten de status "gevoelig" op de Rode Lijst van de IUCN.

## Bijzonderheden
Baardvogels zijn territoriale vogelsoorten die zich overdag luidruchtig laten horen. Hun roep is een opvallend, muzikaal, monotoon geluid dat minutenlang wordt herhaald. Mannetjes en vrouwtjes zingen in een duet. Ze houden daarbij hun snavel dicht en er wordt om de beurt de keel volgeblazen en weer leeggepompt. Dit geluid, dat ongeveer klinkt als een voortdurend toe-roek (in allerlei variaties, verschillend per soort), is kenmerkend voor de tropische bossen van vooral Borneo.
De oude naam Megalaima is ontleend aan het Oudgrieks en betekent zoiets als de vogel die een grote keel opzet: μέγα (mega, groot) en λαιμός (laimos, keel).

## Soorten
Het geslacht kent de volgende soorten:
- Psilopogon annamensis  –  Indochinese baardvogel
- Psilopogon armillaris  –  Blauwkapbaardvogel
- Psilopogon asiaticus  –  Blauwkeelbaardvogel
- Psilopogon auricularis  –  Halsbandbaardvogel
- Psilopogon australis  –  Geeloorbaardvogel
- Psilopogon chersonesus  –  Khao-luangbaardvogel
- Psilopogon chrysopogon  –  Geelwangbaardvogel
- Psilopogon corvinus  –  Bruinkeelbaardvogel
- Psilopogon cyanotis  – Blauwoorbaardvogel
- Psilopogon duvaucelii  –  Zwartoorbaardvogel
- Psilopogon eximius  –  Zwartkeelbaardvogel
- Psilopogon faber  –  Chinese baardvogel
- Psilopogon faiostrictus  –  Groenoorbaardvogel
- Psilopogon flavifrons  –  Ceylonese baardvogel
- Psilopogon franklinii  –  Goudkeelbaardvogel
- Psilopogon haemacephalus  –  Kopersmid
- Psilopogon henricii  –  Geelkapbaardvogel
- Psilopogon incognitus  –  Groenkapbaardvogel
- Psilopogon javensis  –  Javaanse baardvogel
- Psilopogon lagrandieri  –  Lagrandiers baardvogel
- Psilopogon lineatus  –  Gestreepte baardvogel
- Psilopogon malabaricus  –  Karmijnkeelbaardvogel
- Psilopogon monticola  –  Bergbaardvogel
- Psilopogon mystacophanos  –  Harlekijnbaardvogel
- Psilopogon nuchalis  –  Taiwanbaardvogel
- Psilopogon oorti  –  Zwartbrauwbaardvogel
- Psilopogon pulcherrimus  –  Goudnekbaardvogel
- Psilopogon pyrolophus  –  Vuurpluimbaardvogel
- Psilopogon rafflesii  –  Regenboogbaardvogel
- Psilopogon rubricapillus  –  Roodkeelbaardvogel
- Psilopogon virens  –  Grote baardvogel
- Psilopogon viridis  –  Groene baardvogel
- Psilopogon zeylanicus  –  Bruinkopbaardvogel